# Stalingrad (film fra 1993)
 For alternative betydninger, se Stalingrad (flertydig). (Se også artikler, som begynder med Stalingrad)
Stalingrad er en tysk krigsfilm fra 1993 instrueret af Joseph Vilsmaier. Filmen skildrer Anden Verdenskrigs mest blodige og voldsomme slag, Slaget om Stalingrad, set gennem en mindre gruppe tyske soldaters i stigende grad fortvivlede øjne. Filmen blev optaget i flere lande, herunder Finland, Italien og Tjekkiet. I Danmark solgte filmen 20.671 biografbilletter.

## Handling
En gruppe tyske soldater har krigslykke i ryggen og lever i fast overbevisning og deres egen overlegenhed og menneskelighed. Men da de bliver sendt til Stalingrad for at kæmpe for Sortehavets olie forsvinder begge dele i byens rygende ruiner, hvor krigens viser sig fra sin mest meningsløse og usammenhængende side. En efter en omkommer de tyske soldater, hvad enten de bliver skudt eller fryser ihjel i den ubeskrivelige kulde. Man følger en lille gruppe soldaters bitre og håbløse sammenhold i den absurde situation, hvor døden synes at være den eneste vej til fred.

## Medvirkende
- Dominique Horwitz (Fritz Reiser)
- Thomas Kretschmann (Hans von Witzland)
- Jochen Nickel (Manfred Rohleder "Rollo")
- Sebastian Rudolph (GeGe Müller)
- Dana Vávrová (Irina)